# Jean Aurenche
Jean Aurenche (* 11. September 1903 oder 1904 in Pierrelatte; † 29. September 1992 in Bandol) war ein französischer Drehbuchautor.

## Leben
Jean Aurenche begann seine Laufbahn beim Film mit der Herstellung von Werbefilmen in den 1920er und 1930er Jahren. Sein erstes Drehbuch entstand 1936 und bereits zwei Jahre später verfasste er mit der Vorlage zu Hôtel du Nord sein berühmtestes Werk. Bei einer Reihe von Filmen des Regisseurs Claude Autant-Lara arbeitete er mit dem Co-Autor Pierre Bost zusammen. Aurenche war bis in seine letzten Lebensjahre noch als Autor tätig, am Ende mehrfach für Filme von Bertrand Tavernier. Mit dem César für das beste Drehbuch wurde er 1976 für den Film Wenn das Fest beginnt … und 1977 für Der Richter und der Mörder ausgezeichnet.
Seine Schwester Marie-Berthe Aurenche (1906–1960) war die zweite Ehefrau des surrealistischen Malers Max Ernst.

## Filmografie (Auswahl)
- 1938: Hôtel du Nord
- 1939: Das Schloß der Liebe (Cavalcade d’amour)
- 1942: Liebesheirat (Le mariage de chiffon)
- 1943: Irrwege der Herzen (Douce)
- 1945: Sylvia und das Gespenst (Sylvie et le fantôme)
- 1946: Und es ward Licht (La symphonie pastorale)
- 1947: Stürmische Jugend (Le diable au corps)
- 1947: Les Amants du Pont-Saint-Jean
- 1949: Die Mauern von Malapaga (Le mura di Malapaga)
- 1950: Gott braucht Menschen (Dieu a besoin des hommes)
- 1951: Die rote Herberge (L’auberge rouge)
- 1952: Die sieben Sünden (Les sept péchés capitaux)
- 1952: Verbotene Spiele (Jeux interdits)
- 1953: Die Hochmütigen (Les orgueilleux)
- 1953: Mamsell Nitouche (Mam’zelle Nitouche)
- 1954: Liebe, Frauen und Soldaten (Destinées)
- 1954: Erwachende Herzen (Le blé en herbe)
- 1954: Rot und Schwarz (Le rouge et le noir)
- 1955: Gervaise
- 1955: Wie verlorene Hunde (Chiens perdus sans collier)
- 1956: Der Glöckner von Notre Dame (Notre Dame de Paris)
- 1956: Zwei Mann, ein Schwein und die Nacht von Paris (La traversée de Paris)
- 1958: Das Spiel war sein Fluch (Le joueur)
- 1958: Ein Weib wie der Satan (La femme et la pantin)
- 1958: Mit den Waffen einer Frau (En cas de malheur)
- 1959: Die grüne Stute (La jument verte)
- 1959: Die Schüler (Le chemin des écoliers)
- 1960: Affäre einer Nacht (L’affaire d’une nuit)
- 1961: Blick von der Brücke (Vu du pont)
- 1961: Das Bett des Königs (Vive Henri IV., vive l‘amour)
- 1961: Hinter fremden Fenstern (Le rendez-vous)
- 1961: Verbrechen aus Liebe (Le crime ne paie pas)
- 1963: Der Mörder (Le meurtrier)
- 1964: Heimliche Freundschaften (Les amitiés particulières)
- 1965: Tagebuch einer Frauenärztin (Journal d’une femme en blanc)
- 1966: Brennt Paris? (Paris brûle-t-il?)
- 1967: Das älteste Gewerbe der Welt (Le plus vieux métier du monde)
- 1968: Le Franciscain de Bourges
- 1974: Der Uhrmacher von St. Paul (L’horloger de Saint-Paul)
- 1975: Wenn das Fest beginnt … (Que la fête commence)
- 1976: Der Richter und der Mörder (Le juge et l'assassin)
- 1980: Die Kameliendame (La dame aux camélias)
- 1981: Der Saustall (Coup de torchon)
- 1982: Stern des Nordens (L’étoile du nord)
- 1987: Brennender Sommer (De guerre lasse)
- 1987: Zwei halbe Helden (Fucking Fernand)